# Сиври-Ранс
Сиври-Ранс (на френски: Sivry-Rance) е селище в Югозападна Белгия, окръг Тюен на провинция Ено. Населението му е около 4600 души (2006).